# جاده ای۱۲۰
جاده ای۱۲۰ (به انگلیسی: A120 road) یکی از جاده‌های کشور انگلستان است.
این جاده از آبادی پاکریج در شهرستان هرتفوردشر شروع و در شهرک هارویچ در شهرستان اسکس به پایان می‌رسد، طول این جاده ۱۰۱٫۷ کیلومتر است.